# Superfederico
Superfederico è un album del cantante napoletano Federico Salvatore, contenente 18 tracce e pubblicato nell'anno 1995.

## Tracce
1. Introduzione intellettuale
2. Incidente al Vomero
3. Drink Story
4. A me piace
5. Vayass Rap
6. Herojto Kuna Kekka
7. La fè
8. Preghiera Vip
9. Ninna nanna napoletana
10. Ninna nanna 2
11. Te book in air
12. Autopark in Love
13. La farsa
14. Tumbulella Rap
15. Carta d'identità
16. Mezzo tango
17. Solitudine
18. 'O sub